# Erna de Vries
Erna de Vries  (Kaiserslautern, 21 oktober 1923 - Lathen, 24 oktober 2021) was een Joods-Duitse overlevende van de holocaust. Zij was woonachtig in Lathen in het Emsland.
Van 1998 tot februari 2020 bezocht zij regelmatig scholen en andere educatieve instellingen om aan de hand van haar eigen levensverhaal voorlichting te geven over de holocaust en over de concentratiekampen van het Derde Rijk. Daarmee vervulde zij de laatste wens van haar in het concentratiekamp omgebrachte moeder, die bij het laatste afscheid tegen haar zei: „Du wirst überleben und erzählen, was man mit uns gemacht hat." ("Jij zult overleven en vertellen wat men met ons heeft gedaan".)

## Levensloop

### Jeugd
Erna de Vries werd als Erna Korn in 1923 in Kaiserslautern geboren. Haar vader, Jacob Korn, was evangelisch-luthers, haar moeder, Jeanette Korn, geboren Löwenstein, was een Jodin. Erna werd in het joodse geloof opgevoed. Haar vader, die in 1931 overleed, dreef samen met een niet-Jood de transportfirma „Sauerhöfer und Korn“. Haar moeder zette dit bedrijf samen met de zakenpartner van haar overleden man voort. Door de anti-Joodse maatregelen van Adolf Hitler van 1934 en 1935 was Jeanette gedwongen haar aandeel in de zaak te verkopen. Erna ging enige tijd naar een rooms-katholieke school, totdat haar moeder haar uit geldgebrek naar een speciaal 'Jodenklasje' van een andere school moest sturen. Als bijverdienste naaide Erna na school ondergoed. Zij had de wens om dokter te worden. Erna was vijftien toen ze bij de Kristallnacht op 10 november 1938 door brandstichting dakloos werd.

### Tijdens de Holocaust
In 1939 ging Erna Korn in een Joods bejaardentehuis in Keulen werken. In 1941 begon zij met een verpleegstersopleiding in een door de nazi's voor Joden aangewezen zieken- en verpleeghuis. Terwijl Erna in juni 1942 bij haar moeder in Kaiserslautern op bezoek was, werd dit ziekenhuis "opgeheven"; medewerkers en patiënten kwamen uiteindelijk om in de vernietigingskampen. Erna bleef bij haar moeder in Kaiserslautern en werkte in een metaalfabriek.
In juli 1943 was Erna's moeder Jeanette aan de beurt, om naar een concentratiekamp te worden afgevoerd. Erna begeleidde haar, want ze wilde Jeanette niet in de steek laten. Zo belandden moeder en dochter beiden in het concentratiekamp  Auschwitz-Birkenau. Beide vrouwen werden, zoals gebruikelijk, kaalgeschoren en voorzien van een tatoeage met hun kampnummer. Na enige tijd werden ze in het Außenlager (buitenkamp) Harmense tewerkgesteld. Daar moesten ze, staand in het water en slecht gekleed, afgemaaid riet uit visvijvers verwijderen en afvoeren. Erna liep hierbij de ziekte flegmone op, die zich bij haar openbaarde door etterende, open beenwonden. Om die redenen werd Erna op 15 september naar Todesblock 25 overgebracht, en de volgende dag in een vrachtauto gepropt, met de gaskamer als bestemming.
Bij een administratieve controle door de SS bleek echter, dat Erna "slechts" een zgn. half-Jodin eerste klasse was: kind van een protestantse Ariër en een Jood of Jodin. Dat betekende niet de gaskamer, maar overplaatsing naar het wat minder onmenselijke kamp Ravensbrück. Erna kon nog afscheid van haar moeder nemen, die haar daarbij vroeg, te overleven en wat hun was overkomen, verder te vertellen. Op 8 november stierf Jeanette Korn in Auschwitz. Erna werd na een kort verblijf in een wat menselijker hospitaal in Ravensbrück tewerkgesteld en komt samen met de Tsjechische  Libusé Ingrova, met wie Erna al in Auschwitz vriendschap had gesloten, in een bij het kamp behorende fabriek van Siemens terecht.  Libusé Ingrova heeft toegang tot de kampkeuken en kan voor o.a. Erna wat extra voedsel "organiseren". Zo overleven zij, totdat de fabriek op 15 april 1945 wegens o.a. het oprukken van de geallieerden dicht moet. Korte tijd later worden de gevangenen onder wie Erna op een dodenmars in noordwestelijke richting gestuurd. Zij overleeft dit ternauwernood; het konvooi wordt in  Mecklenburg bij Banzkow door geallieerde soldaten bevrijd. In de verwarring daarna komt ze, na drie dagen als bedelares te hebben overleefd, bij een plaatselijke boer onder dak. In dat gezin herstelt ze enigszins van haar ellende. Als tegenprestatie helpt Erna de boerin in de keuken.

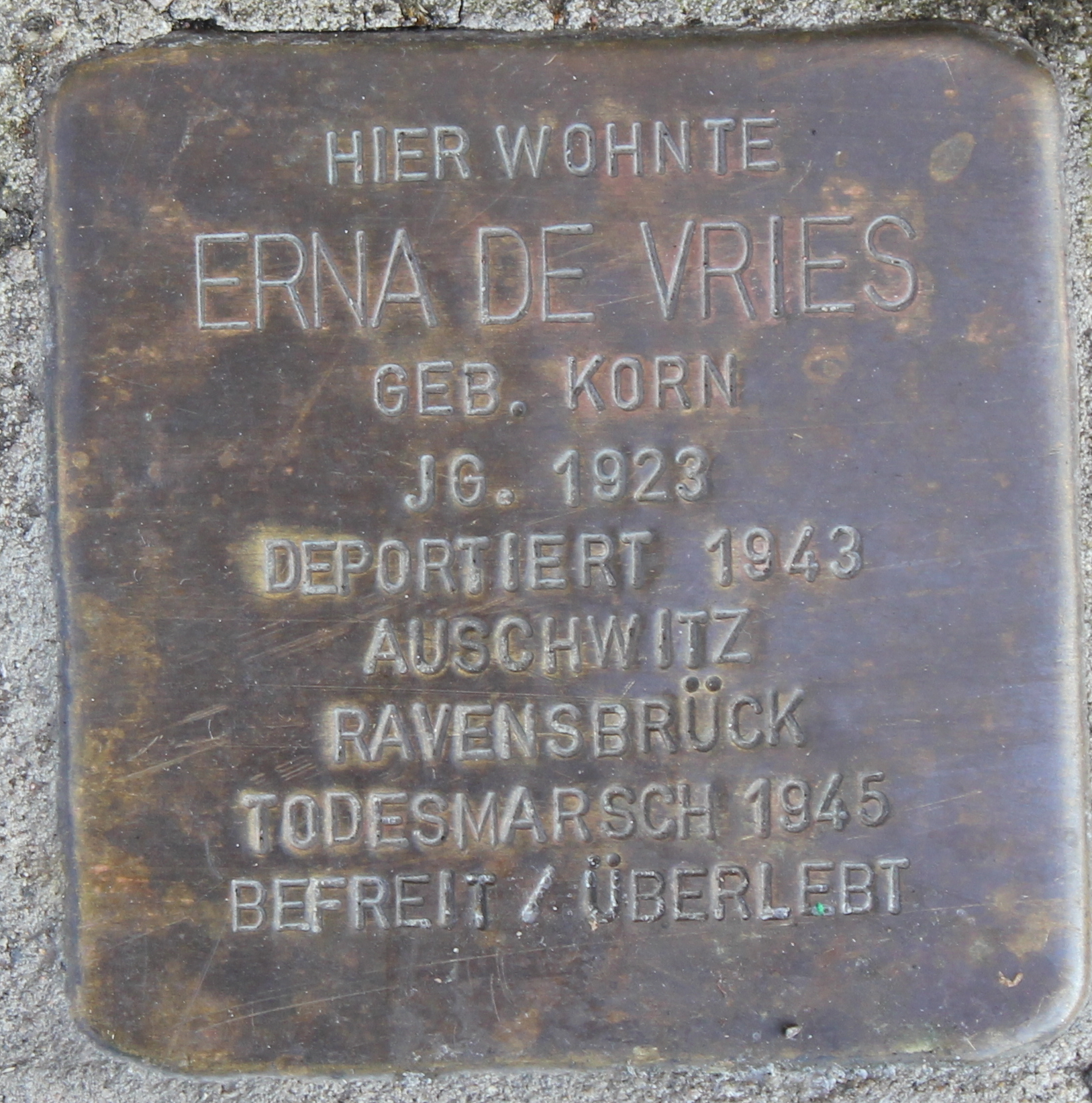
Stolperstein bij Erna's geboortehuis te Kaiserslautern
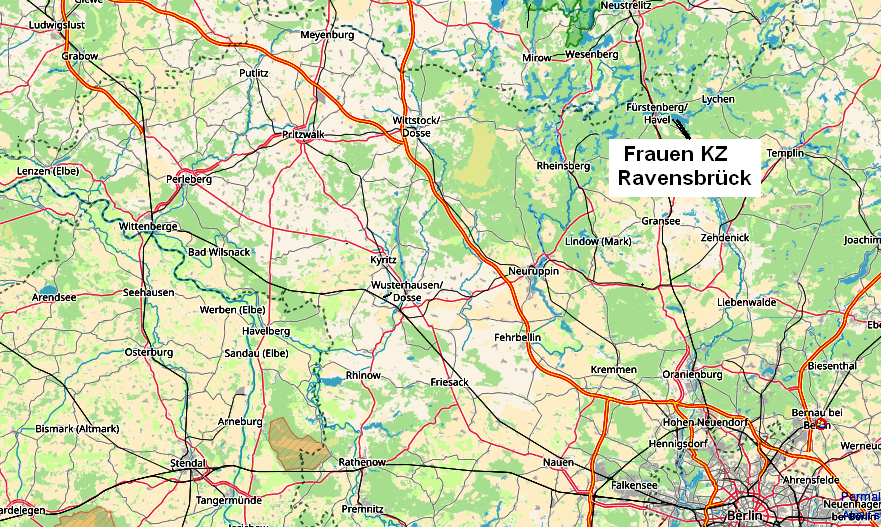
Situering Vrouwenafdeling KZ Ravensbrück

### Na de Tweede Wereldoorlog
Erna zwierf hierna door het land, op zoek naar de juiste papieren om weer een geregeld leven op te bouwen. Uiteindelijk belandde zij weer in Keulen, waar ze een lotgenoot, Josef de Vries (1908–1981) leerde kennen. In 1947 trouwde Erna met hem. Uit het huwelijk werden drie kinderen geboren. Haar man Josef was Joods, en heeft tussen 1939 en 1945 gevangen gezeten in de concentratiekampen Neuengamme, Sachsenhausen en Auschwitz-Birkenau. Met hem verhuisde Erna naar Lathen in het Emsland, waar Josefs familie vandaan was gekomen. Na de dood van haar man bleef Erna in Lathen wonen. In 2016 was Erna de Vries als getuige aanwezig bij het Auschwitzproces te Detmold tegen de voormalige kampbewaker te Auschwitz, Reinhold Hanning. Erna de Vries overleed op 24 oktober 2021 op 98-jarige leeftijd.

## Onderscheidingen
- Erna de Vries is onderscheiden met het Kruis van Verdienste aan Lint van de Orde van Verdienste van de Bondsrepubliek Duitsland (Bundesverdienstkreuz am Bande). Bondspresident Joachim Gauck heeft haar in 2014 persoonlijk deze versierselen uitgereikt.
- Erna de Vries is ereburgeres van de Samtgemeinde Lathen. In die plaats is ook het voor het raadhuis gelegen plein naar haar genoemd.
- In Münster is een middelbare school en in Lathen een basisschool naar haar genoemd.
- De Landkreis Emsland verleende haar ook een medaille van verdienste, de Emsland-Medaille.

## Varia
Het gestreepte kledingstuk, dat Erna de Vries tijdens haar verblijf in kamp Ravensbrück droeg, is door haar bewaard en bevindt zich in de collectie van de gedenkplaats van kamp Ravensbrück.
- Gemeinsame Normdatei: 1018969454
- International Standard Name Identifier: 0000 0003 6273 8927
- Library of Congress Control Number: no2012043396
- Nationale Bibliotheek van Israël: 987007571836005171
- Virtual International Authority File: 226759754
- WorldCat: E39PBJx8yrfMDpVqwfJVy3wcT3